# 취재파일
《취재파일》은 SBS Biz에서 금요일 밤 10시 25분부터 11시까지 방송했던 TV 주간 시사 프로그램이다.

## 방송 시간
- 금요일 밤 10시 25분 ~ 11시

## 출연자
- 송태희 앵커